# 小行星6435
小行星6435（英語：6435 Daveross）是一颗围绕太阳公转的小行星。1984年2月24日，埃莉諾·赫琳、R. S. Dunbar在帕洛马山发现了此天体。
这颗小行星的绝对星等为358.7732538239399等。